# برايان أش
برايان أش (بالإنجليزية: Brian Ash)‏ هو كاتب سيناريو أمريكي، ولد في 29 سبتمبر 1974 في ذا برونكس في الولايات المتحدة.

## وصلات خارجية
- برايان أش على موقع IMDb (الإنجليزية)
- برايان أش على موقع ألو سيني (الفرنسية)
- برايان أش على موقع أول موفي (الإنجليزية)
- برايان أش على موقع قاعدة بيانات الفيلم (الإنجليزية)
- برايان أش على موقع كينوبويسك (الروسية)